# Schweiggeria fruticosa
 (février 2024).
Espèce
Schweiggeria fruticosa est une espèce de plantes à fleurs de la famille des Violaceae présente dans l'est du Brésil.

## Description
C'est un arbuste dont les feuilles sont plus larges près de la pointe.
Les fleurs blanches sont fortement zygomorphes, rarement solitaires, en fascicules. Leurs corolles présentent un pétale inférieur plus long que les autres et griffé d'un éperon. Les étamines ont des filets libres, les deux plus bas possédant un grand appendice conjonctif dorsal entier et oblong-ovale. Dans le gynécée, le style est à bec ou lobé.
Le fruit est une capsule à paroi épaisse avec trois graines obovoïdes par carpelle.

## Étymologie
Sprengel a nommé le genre en l'honneur de son collègue August Friedrich Schweigger (1783-1821).

## Systématique
Le nom correct complet (avec auteur) de ce taxon est Schweiggeria fruticosa Spreng..
Schweiggeria fruticosa a pour synonymes :
- Glossarrhen floribundus Mart.
- Glossarrhen parviflorus Mart.
- Glossarrhen parviflorus Mart. ex Ging.
- Glossarrhen pauciflorus Mart.
- Schweiggeria floribunda (Mart.) A.St.-Hil.
- Schweiggeria pauciflora (Mart.) Lindl.
- Viola mendanca Vell.